# Rudolf Krautschneider

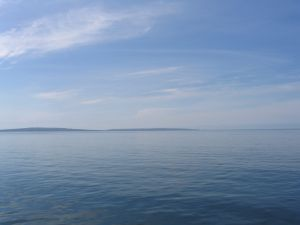
Wspominając nieżyjących już przyjaciół-żeglarzy Ruda mówi, że żeglarze przechodzą „na drugą stronę”, za horyzont, aby tam kontynuować wspólne rejsy

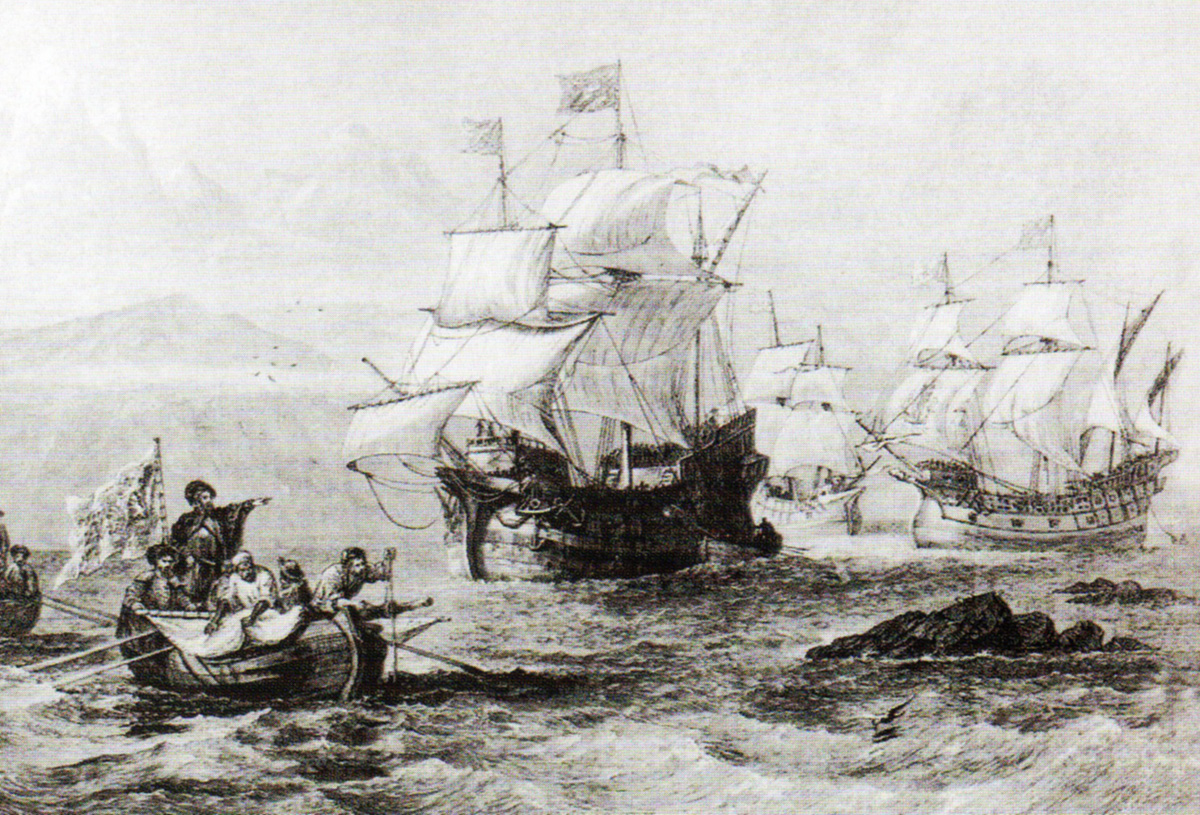
Inspiracja – flotylla statków Magellana w czasie przejścia z Atlantyku na Pacyfik, nazwany Oceanem Spokojnym

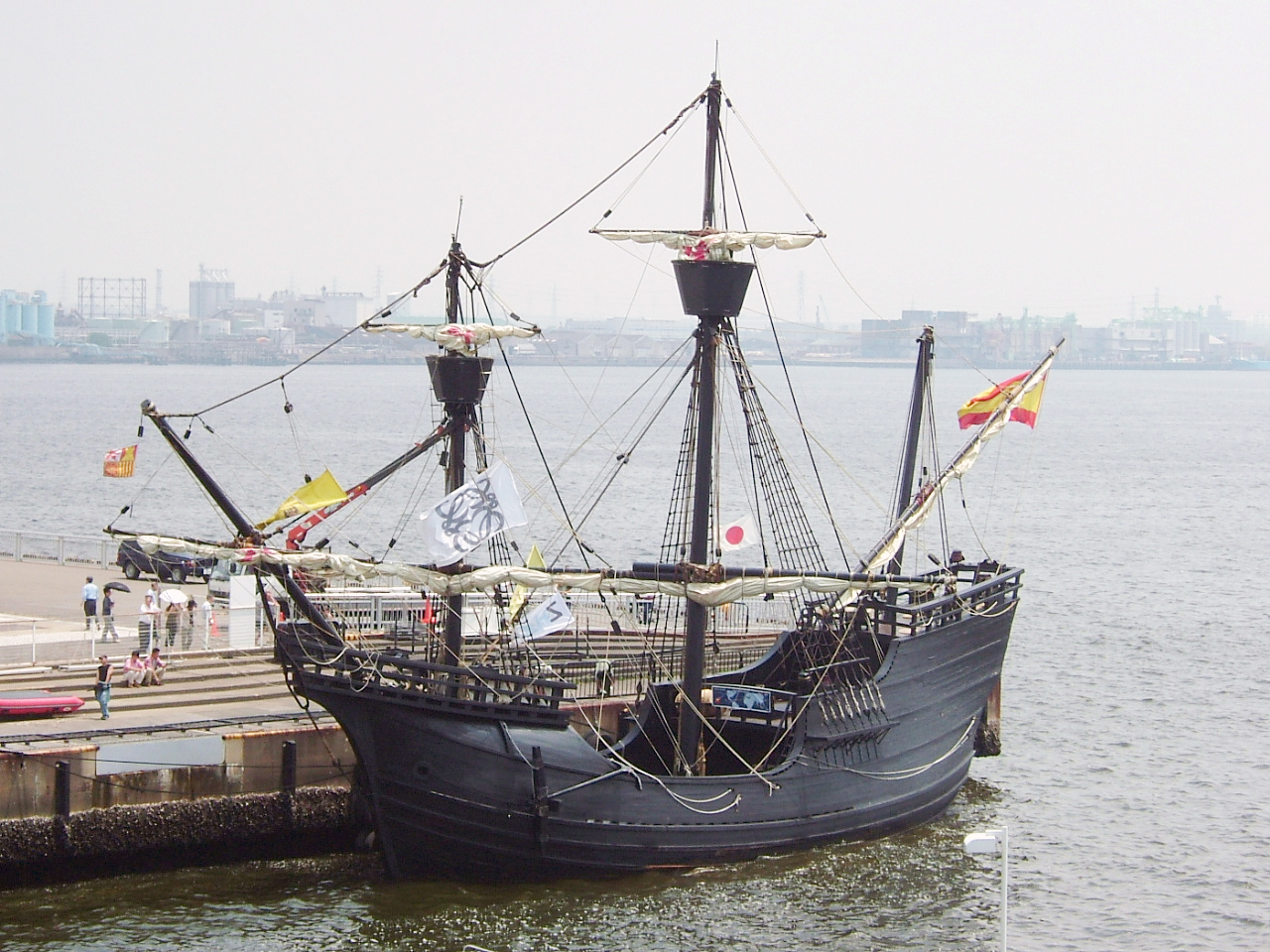
„Victoria” – jedyny z pięciu statków Ferdynanda Magellana, który ukończył pierwszy rejs wokółziemski (replika wybudowana w Isla Cristina w 1991 r., prezentowana na Odaiba w Tokio w roku 2005)

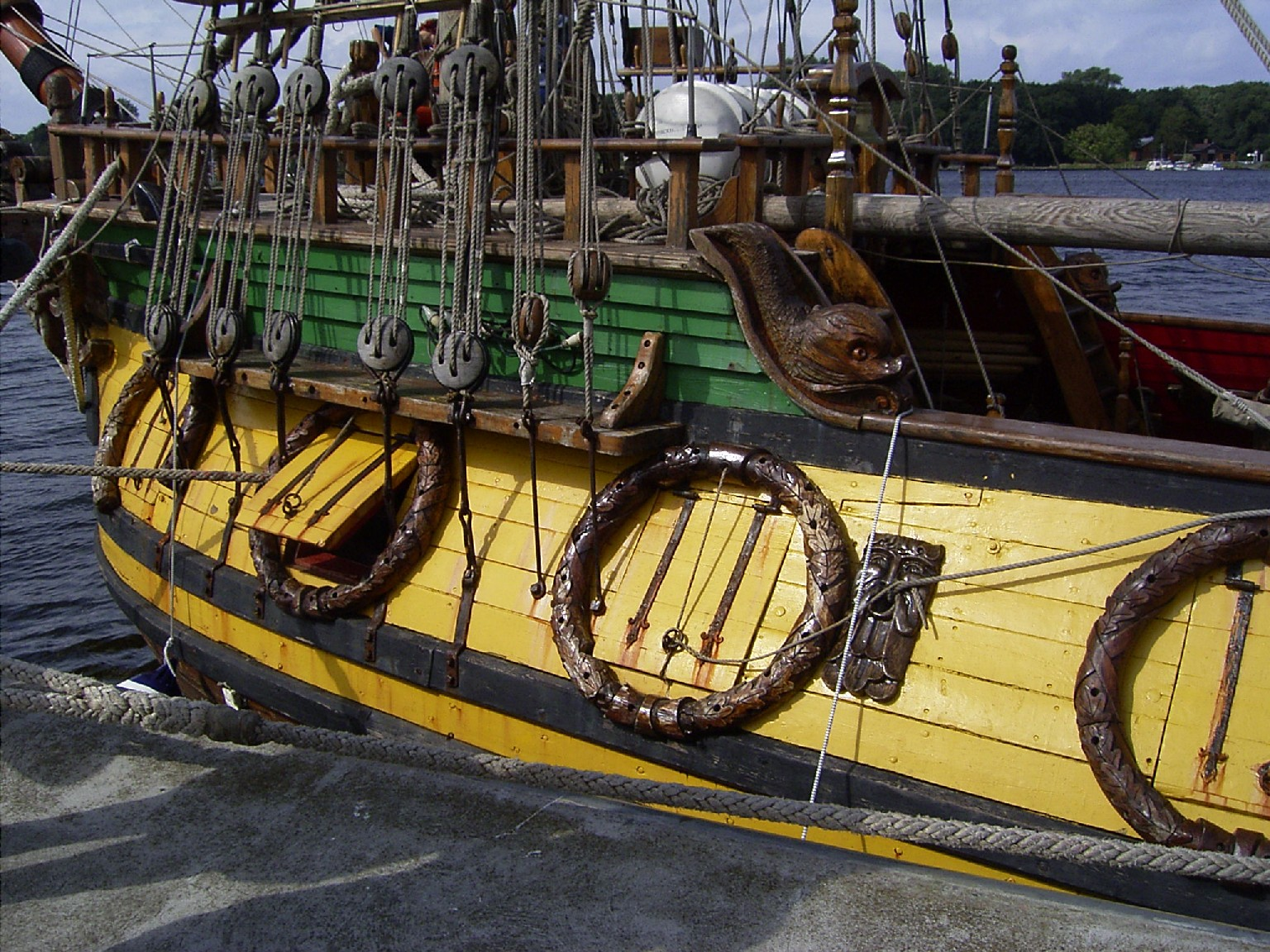
Burta jachtu, wykonanego na wzór starego żaglowca

Rudolf „Ruda” Krautschneider (ur. 22 sierpnia 1943 w Wiedniu) – czeski żeglarz (cs mořeplavec), podróżnik, budowniczy jachtów i popularyzator żeglarstwa, pisarz, ilustrator, filmowiec, działacz społeczny na rzecz dzieci.

## Życiorys
Urodził się w roku 1943 w Wiedniu, w czasie II wojny światowej. Po zakończeniu wojny zamieszkał z matką w Znojmie na Morawach. Skończył szkołę podstawową 7-klasową. Pracował m.in. w kopalni oraz jako drwal.
Pierwszy swój jacht zaczął budować na rzece Dyi. Morze, które stało się jego pasją, zobaczył po raz pierwszy w wieku 16 lat. Próbował pływać na obcych statkach, ale marzył o żegludze samodzielnej. Zajął się budowaniem jachtów. Jest związany z żeglarzami i budowniczymi jachtów w Polsce, do której po raz pierwszy przyjechał w latach 60. XX w. Z polskich portów wypływał w dalekomorskie podróże. Polubił Polaków – uważa, że są ludźmi, na których żeglarze mogą polegać w tarapatach, czego sam doświadczył w różnych portach świata
Zyskał popularność w międzynarodowym środowisku żeglarskim dzięki rejsom na swoich jachtach „Vela”, „Polka”, „Polarka”, „Victoria” (Victorka). Na jachcie „Vela” popłynął w roku 1976 na Szetlandy, a w następnych latach, na jachcie „Polka”, na Spitsbergen (1979) i Falklandy (1981–1983). Na stalowej „Polarce” odbył rejs wokół Antarktydy (z dwoma członkami załogi).
Budowę największego z wymienionych jachtów rozpoczęli Polacy w Kołobrzegu, a kpt. Rudolf Krautschneider z kolegami kontynuował ją od roku 1993. Jacht został przez nich upodobniony do „Victorii” – karaki Magellana (bywa niepoprawnie nazywany jej repliką).
„Victorią” i „Polarką” Ruda wypłynął w roku 1999 na wokółziemską wyprawę śladami Magellana („Magellan 2000”, „Victoria 2000”). Do udziału w ekspedycji zaprosił też trzeci jacht – polską „Marię” Ludomira Mączki (Ludka, Ludojada) (do wspólnego okrążenia Ziemi nie doszło).
Rudolf Krautschneider ożenił się z Małgorzatą Szyndler. Mają dwie córki – Dobravkę (Dubrawę) i Danielę.
W roku 2009 film dokumentalny o „rozkołysanym świecie” Rudolfa Krautschneidera (cs. „Rozhoupaný svět”) zajął 3. miejsce na festiwalu Filmów Turystycznych Tourfilm 2009 w kategorii telewizyjnych filmów dokumentalnych i publicystycznych do 60 minut.
Jest laureatem Conrady - Indywidualności Morskie

## Rejs śladami „Victorii” Magellana
Przebieg budowy polsko-czeskiego żaglowca „Victoria” i jego wokółziemskiego rejsu Rudolf Krautschneider opisał m.in. w książce „Co przyniosły fale i wiatr” (wyd. czeskie i polskie, 2006 i 2007). W rozdziale „Marzenia i rzeczywistość” znalazło się zdanie:

Każdy człowiek musi bronić swego prawa do marzeń (najczęściej sam przed sobą). Jeśli to potrafi, znaczy nadszedł czas, kiedy już jest gotowy wyjść na drogę pełną pracy i wyrzeczeń. Tam może znaleźć spełnienie swoich marzeń, ale na pewno natrafi też na porażki. Jednak największa przegrana nie może odebrać wartości czasu, kiedy szliśmy swobodnie za naszym wyznaczonym celem. Oddaliliśmy się wtedy od szarości i dobrobytu, a szarość i dobrobyt, to śmierć za życia.

### Przygotowania
Marząc o wyprawie szlakiem Magellana Ruda Krautschneider znalazł w Kołobrzegu kadłub drewnianego żaglowca, którego budowę rozpoczął w roku 1969 polski architekt, Janusz Kirszak (została przerwana po jego tragicznej śmierci). Ruda uznał, że kształt i wymiary kadłuba umożliwiają realizację planu budowy jego „Victorii”. Rozpoczął wyrąb drzew w Górach Orlickich i cięcie ich na deski. Do realizacji planu zachęcił liczne grono amatorów z całych Czech – podróżników, romantyków, poszukiwaczy silnych wrażeń… Przyjął zasadę − „kto chce płynąć - musi uczestniczyć w budowie jachtu”. W ten sposób wyłoniła się grupa 12 członków przyszłych załóg „Polarki” i „Victorii”. Po roku gotowy kadłub rozpoczął wędrówkę szlakiem statków rzecznych do Uścia nad Łabą, gdzie został wyciągnięty na brzeg. Zbudowany w pobliżu hangar stał się na ponad rok domem i miejscem pracy grupy entuzjastów. W weekendy zespół budowniczych zasilali ludzie przyjeżdżający z różnych stron. Instruktażu i dozoru szkutniczego podjął się Piotr Szponarski. W celu upodobnienia jachtu do „Victorii” Magellana podwyższono burty. W roku 1998 barki przeholowały „Victorkę” (pieszczotliwa nazywa jachtu) Łabą do Hamburga. Stamtąd – pod prowizorycznym ożaglowaniem i w asyście „Polarki” – pożeglowała do Szczecina.
W Szczecinie zorganizowano chrzest kolejnej „Victorii”. Matkami chrzestnymi były dwie dziewczynki z domu dziecka – mała Cyganeczka i ruda Czeszka. Po roku dalszych przygotowań, pierwszego sierpnia 1999 r., „Polarka” i „Victorka” wyruszyły w rejs, planowany na 4–6 lat.

### Charakterystyka „Victorki”

„Victorka” Rudy Krautschneidera (szkic na podstawie ilustracji na okładce książki „Co przyniosły fale i wiatr” (2007)

Wojciech Jacobson podaje następujące parametry jachtu „Victoria” Rudolfa Krautschneidera:
- długość z bukszprytem – 22,5 m,
- szerokość – 5 m,
- zanurzenie – 3,15 m,
- wyporność – 55 BRT,
- balast – 20 t,
- silnik – początkowo brak, po 20 latach – PERKINS, 100 HP
- typ ożaglowania – karaka,
- powierzchnia ożaglowania – około 150 m²,
- załoga: maksimum 12 osób, minimum 3 osoby.

### Przebieg rejsu

Porównanie trasy "Victorii" Magellana (linia czerwona) z trasą jachtu „Victorka” (linia niebieska); linia pomarańczowa – odejście od szlaku Magellana ze względów technicznych (montaż silnika na Florydzie)

Bałtyk, Morze Północne i pierwsze przejście Atlantyku
Bałtyk przebyto bez trudności. Przez Kanał Kiloński „Victorię” (niewyposażoną w silnik) przeciągnęła „Polarka”. Żeglarze przeszli trudną próbę na Morzu Północnym, bo ciężka łódź pod trójkątnymi żaglami (niestosowanymi w XVI w.) niemal nie płynęła pod wiatr. Na Helgolandzie 1/3 załogi zrezygnowała z kontynuacji rejsu. Z pozostałą częścią załogi „Victoria” dopłynęła do Lizbony, a 20 września 1999 r. znalazła się w miejscu, z którego w XVI w. wyruszał Magellan. W rejs przez Atlantyk wyruszyła bez asysty „Polarki”, która musiała zawrócić do Polski.
Trudności związane z brakiem silnika spowodowały, że postanowiono opuścić szlak Magellana i skierować się na Karaiby. W Portoryko „Victoria” była atrakcją międzynarodowych regat „Op Sail 2000”. Za flotyllą nowoczesnych jachtów dopłynęła do Florydy, gdzie zakupiono 20-letni silnik, który wyremontowano i zamontowano. W dalszą wędrówkę wypłynięto po zakończeniu sezonu huraganów (marzec 2001), pod dowództwem kpt. Jindricha (Heńka) Kuchejdy (kpt. Rudolf Krautschneider przystąpił do realizacji innych projektów).
Z Florydy na Pacyfik szlakiem Magellana
Zamiast płynąć wprost do Brazylii wybrano trasę dłuższą, ale z pomyślnymi wiatrami – na Azory i Wyspy Zielonego Przylądka. Oznaczało to powrót na wiodący do Brazylii odcinek trasy Magellana. Do wejścia do Cieśniny Magellana „Victoria” dotarła pod koniec stycznia 2002 r. W przejściu przez cieśninę i kanały Patagonii płynięto tylko z korzystnym prądem pływowym, coraz bardziej podziwiając niedysponujące silnikiem i mapami załogi statków Magellana. Sztorm na Pacyfiku zmusił załogę do zatrzymania się w chilijskim porcie Talcahuano. Miał tu miejsce „piracki napad”, zorganizowany przez Hermandad de la Costa.
Przez Pacyfik do Nowej Zelandii
Wędrówkę przez Pacyfik rozpoczęto w kwietniu 2002 r. Miejscami odwiedzonymi w czasie rejsu do Nowej Zelandii były wyspy Robinsona Crusoe, Wielkanocna, Pitcairn, Polinezja Francuska, archipelagi Cooka i Tonga. Odwiedzono trudno dostępne, niezamieszkałe wyspy Henderson, Suworow i Ata (w Archipelagu Tonga). Na trasie rejsu następowały kolejne zmiany załóg (z pierwotnego składu pozostali trzej żeglarze: Jindrich Kuchejda, Michał Nesvara i Ivan Orel). Z Nowej Zelandii wyruszono w dalszą trasę po wymianie elementów zaatakowanych przez świdraki, usunięciu „brody” i malowaniu antyfoulingiem (farbą chroniącą kadłub przed porastaniem glonami i skorupiakami).
Przez Ocean Indyjski do Cape Town
Po wyjściu z Nowej Zelandii załoga odwiedziła wyspy Vanuatu. W trudnej dla żeglarzy Cieśninie Torresa napotkała opóźniony tajfun „Gina”. Po przejściu cieśniny zatrzymywano się na kotwicowiskach Gove Harbour, Darwin i Ashmore Reef. Na szlaku przez Ocean Indyjski znalazły się: Wyspa Bożego Narodzenia i Wyspy Kokosowe, Rodrigues, Mauritius, Reunion i Madagaskar. Od Durbanu żeglarze płynęli bez większych trudności (korzystny kierunek wiatru i prąd). Przepływając koło Kapsztadu „Victoria” uzyskała rekordowy przelot dobowy – 184 Mm/24 godziny.
Piąte przejście Atlantyku i powrót
Spokojny był również rejs z Kapsztadu na Wyspę Świętej Heleny i do Recife w Brazylii (pasat wiejący od rufy). Z Recife skierowano się do Cabedelo, skąd ponownie wyruszono na Atlantyk, w kierunku Azorów.
Z Azorów do Europy „Victorka” płynęła w towarzystwie drugiego czeskiego jachtu – „Dandy”, który powracał z rejsu do Orinoko. Po wyjściu z Cherbourga przez 12 dni żeglowała przez Morze Północne. Do Szczecina przybyła 22 sierpnia 2004 roku.
Łącznie rejs trwał 5 lat i 22 dni. Jego trasa wyniosła 49 120 Mm.

## Działalność poza żeglarstwem

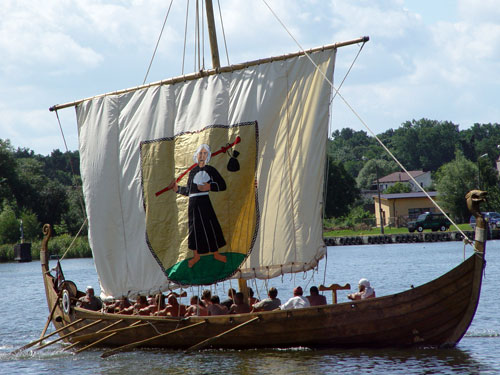
Zrekonstruowana Sneka – wiosłowo-żaglowa łódź wikingów

Rudolf „Ruda” Krautschneider jest autorem licznych tekstów żeglarskich. Publikuje opisy wędrówek (często samotnych), wspomnienia o poznanych ludziach i ogólne refleksje. Produkuje również żeglarskie filmy. Wydaje swoje teksty z własnoręcznymi ilustracjami (często humorystycznymi grafikami). W języku polskim ukazały się m.in. książeczki z serii „Ludojady”, np. relacje ze spotkań z Ludkiem Mączką („Ludojadem”) i z Krystyną Chojnowską Liskiewicz. Część z nich została wyróżniona Nagrodą im. Leonida Teligi.
Ruda chętnie uczestniczy w żeglarskich spotkaniach w tawernach i przy ogniskach, gdzie śpiewa z gitarą szanty własnego autorstwa. Jest uważany ze świetnego gawędziarza. W czasie gawęd i w drukowanych tekstach często wspomina nieżyjących już przyjaciół. Twierdzi, że żeglarze przechodzą „na drugą stronę”, za horyzont, aby tam kontynuować wspólne rejsy.
Poza żeglowaniem i pisarstwem R. Krautschneider zajmuje się działalnością społeczną, m.in. pomocą osobom uzależnionym od narkotyków (uważa, że rejsy morskie mogą być skuteczną terapią) oraz – przede wszystkim – działalnością na rzecz dzieci i młodzieży. Zaprasza dzieci na wakacyjne rejsy, odwiedza młodzieżowe kluby żeglarskie (grupę młodzieży z warszawskiego domu dziecka gościł na swoim pokładzie w czasie Tall Ships Races 2007 w Szczecinie). Od roku 1994 jest zaangażowany w budowę rodzinnych domów dziecka. Jego marzeniem jest, aby każdy dom dziecka miał statek piratów lub wikingów – stara się spełnić również to swoje marzenie.

## Publikacje
Wybór według WorldCat:

- 1991 – Lidé a oceán,
- 1992 – Jak nelze zabít město,
- 1994 – Ring volný - třetí kolo,
- 1994 – Legenda dobyvatelů,
- 1995 – Dopisy z ostrova tučňáků,
- 1999 – Around the world for the feather of a penguin,
- 1999 – Dookoła świata po piórko pingwina,
- 2001 – Plachetnicí kolem světa pro pírko tučňáka : (volné pokračování knihy Lidé a oceán),
- 2002 – Ludojad[8],
- 2003, 2007 – Niezamknięta duża pętla[19],
- 2005 – Historie libštátského jachtingu,
- 2006 – Co přinesly vlny a odvál vítr : polsko-česká Victoria a její plavci : proč plout do polárních moří : příběhy o lidech, moři a pevnině,
- 2007 – Co przyniosły fale i wiatr : polsko-czeska Victoria i jej żeglarze : dlaczego pływać do mórz polarnych : opowieści o ludziach, morzu i lądzie…,
- 2007 – Ocean, samotny żeglarz i jego łódź,
- 2008 – Tylko jedna może być pierwsza,
- 2008 – Kluci ze Starého Města,
- 2010 – Moře solí země,
- 2010 – Vnučka Oceánu,
- 2010 – Cesta s Dagúem,
- 2012 – Plachetnicí kolem světa pro pírko tučňáka : (volné pokračování knihy Lidé a oceán),
- 2011 – Život v kleči, aneb, Za hory za doly,